# Sveriges ishockeylandshold (herrer)
Sveriges ishockeylandshold er et af historiens mest succesrige landshold i ishockey med adskillige OL-, VM- og EM-medaljer. 

## Tre Kronor
I Sverige har holdet det folkelige navn Tre Kronor, som refererer til de tre kroner fra det svenske rigsvåben, som pryder spillernes trøjer på brystet; enten som blå kroner mod en gul baggrund eller som gule kroner mod en blå baggrund. Det blev første gang benyttet i forbindelse med landsholdet ved verdensmesterskabet i ishockey i Prag i Tjekkoslovakiet 1938.
Indtil da havde den svenske landsholdstrøje haft det svenske flag på brystet, men Birger Nilsson, der var formand for den svenske klub AIK, og Herman Carlsson, der var landsholdets målmand, syntes ikke, at den trøje var god nok. De mente, at andre landes spilledragter så sjovere og smartere ud. Birger Nilsson var historieinteresseret og havde bl.a. læst en del om de tre kroner og deres symbolværdi. Han foreslog derfor, at de skulle pryde trøjerne, og Herman Carlsson bakkede op om det forslag.
Navnet, Tre Kronor, er også sat i forbindelse med det svenske damelandshold i ishockey, men efter at de som hold har opnået international status og succes, især ved vinterolympiaden i Torino i 2006, er de trådt ud af herrernes skygge, og kaldes nu for Damkronorna.
På samme måde har det svenske juniorlandshold, Team 20, fået tilnavnet Juniorkronorna, og ungdomslandsholdet, Team 18, kaldes også Småkronorna.

## Historien
Det første svenske herrelandshold i ishockey debuterede ved de olympiske sommerlege i Antwerpen i 1920, hvor holdet sluttede på en 4. plads. Man var i 1920 endnu ikke begyndt at afholde olympiske vinterlege og havde taget ishockey med på programmet som en opvisningsgren ved sommerlegene.
Ishockey var endnu ikke nogen etableret sport i Sverige på det tidspunkt, så holdet man deltog med, bestod af en samling bandyspillere, der havde valgt at give ishockeyen en chance i sommerpausen. Ismangel i Sverige gjorde, at spillerne op til turneringen måtte træne på gangene i Stockholms Stadion.
Senere fik denne ishockeyturnering af det internationale ishockeyforbund, IIHF, med tilbagevirkende kraft status som det første verdensmesterskab i ishockey. Året efter, i 1921, blev Sverige europamestre efter at have slået Tjekkoslovakiet i finalen.
Fra vinter-OL blev indført i 1924, har ishockey været fast på programmet, og det svenske landshold har deltaget i alle vinterlege bortset fra 1932 og 1976. 

### De første triumfer
I begyndelsen administreredes ishockeyen i Sverige af det svenske fodboldforbund, men den 17. november 1922 oprettede man det svenske ishockeyforbund, Svenska Ishockeyförbundet, og arbejdet med at udvikle et egentligt landshold i ishockey kunne begynde. Holdet deltog i flere af de store internationale turneringer, og kunne i 1923 atter krone sig som europamestre. I 1931 kunne Sverige ved verdensmesterskaberne i Krynica i Polen som det første land nogensinde tage point fra de indtil da totalt overlegne canadiere i en mesterskabskamp. Kampen endte uafgjort 0-0. Året efter blev Sverige igen europamestre.
Siden fulgte nogle magre år for det svenske landshold. Op gennem 1930'erne opnåede man kun sekundære placeringer, og med 2. verdenskrigs udbrud i 1939 blev der sat en stopper for den internationale ishockey. Ved de første verdensmesterskaber efter krigen kunne Tre Kronor i 1947 vende hjem fra Prag i Tjekkoslovakiet med sølvmedaljerne. Det egentlige internationale gennembrud kom i 1949. Op til VM i Stockholm samme år havde Tre Kronor vundet to kampe mod Canada, og forventningerne i Sverige var tårnhøje.
Tre Kronor indledte turneringen med bl.a. at spille uafgjort mod canadierne, men tabte de afgørende kampe i slutspillet, og måtte nøjes med en 4. plads. Men kimen til et storhold var tilstede, og Tre Kronor blev verdensmestre i 1953, 1957 og 1962. Det var også i 1962, at svenskerne for første gang slog Canada i en mesterskabsturnering. Men bedst som Tre Kronor for alvor kan træde ud af Canadas skygge, melder et nyt storhold sig på banen.

### Kampen mod overmagten
Sovjetunionen vandt verdensmesterskabet i 1963 og var de næste godt 25 år en uhyggelig magtfaktor i ishockey. Fra 1963 og indtil 1986 vandt russerne 18 verdensmesterskaber. De fire VM-titler, som russerne ikke vandt, tog Tjekkoslovakiet sig af. Tre Kronor måtte i denne periode tage til takke med en stor samling sølv- og bronzemedaljer. Fra slutningen af 1970'erne og indtil 1987 spillede svenskerne næsten 50 kampe i træk mod russerne uden at kunne vinde en eneste. Bl.a. anført af den legendariske Superfemmeren tilføjede russerne Tre Kronor det ene nederlag efter det andet.
Og ydmygelsen blev total, da Tre Kronor i 1981 på hjemmebane i Göteborg tabte VM-finalen med hele 13-1 til et særdeles veloplagt sovjetisk landshold. En forklaring på den svenske nedtur i denne periode er, at stadig flere af de bedste svenske ishockeyspillere rejste til USA og Canada for at spille i NHL-ligaen og således ikke altid kunne stå til rådighed for Tre Kronor.

### Nye tider
I 1987 lykkedes det endelig for svenskerne at få vendt den kedelige trend med de konstante nederlag til Sovjetunionen. Ved verdensmesterskaberne i Wien i Østrig, overraskede Tre Kronor en hel ishockeyverden ved at vinde finalen over det sovjetiske hold. Denne præstation gav også holdet bragdguldet, Svenska Dagbladets guldmedalje, der gives for årets fornemmeste svenske idrætsbedrift.
De følgende ti år havde svenskerne et hold, der igen var med i toppen af sporten. Tre Kronor vandt VM i 1991, 1992 og 1998. Højdepunktet i denne periode var finalesejren mod Canada ved de olympiske vinterlege i 1994 i Lillehammer i Norge. Det uforglemmelige øjeblik, da en ung Peter Forsberg trådte i karakter og med en fræk finte lagde pucken ind bag den canadiske målmand i den afgørende straffeslagskonkurrence, blev i Sverige foreviget på et frimærke.
En ny generation af spillere, som var skolet i den svenske liga og slebet til i NHL stod klar i kulisserne, og forventningerne til denne gyldne generation, som den blev kaldt, var tårnhøje. Men skønt talentet og færdighederne var åbenlyse, formåede Tre Kronor ikke at fastholde sin position. Godt nok vandt man både sølv og bronze ved VM-turneringerne, men det var tydeligt, at holdet ikke fungerede optimalt. Helt galt gik det, da Tre Kronor 2002 tabte en kamp til Hviderusland ved vinter-OL i Utah, USA, og blev slået ud af turneringen.
Krisen medførte, at den svenske træner blev fyret og erstattet med den tidligere svenske storspiller og dobbelte verdensmester fra 1987 og 1991, Bengt-Åke Gustafsson. Med ham ved roret vendte lykken for Tre Kronor. Ved de olympiske vinterlege i Torino 2006 tog svenskerne, anført af en nu noget ældre Peter Forsberg, atter guldet og fulgte op med at vinde verdensmesterskabet i Riga i Letland.
Tre Kronor kunne i 2006 kalde sig både olympiske mestre og verdensmestre og samtidig indtage førstepladsen på det internationale ishockeyforbunds rangliste. En præstation, intet hold tidligere havde formået.

## Resultater
Tre Kronor kan præsentere en imponerende resultatliste fra de store turneringer:
- VM-turneringer:  11 guld – 18 sølv – 15 bronze
- OL-turneringer:  2 guld – 2 sølv – 4 bronze
- EM-turneringer: 11 guld

- Dertil kommer en 2. plads og to 3. pladser i Canada Cup/World Cup
- Nummer 1 på det internationale ishockeyforbunds rankingliste 2006 efter at, som det første hold nogensinde, have vundet både de olympiske vinterlege og verdensmesterskabet i det samme år.

## Eksterne link og kildehenvisninger
- Svenska Ishockeyförbundet
- Damkronorna Arkiveret 13. september 2005 hos  Wayback Machine
- IIHF: Det Internationale Ishockeyforbund